# Helmut Friebe
Pour les articles homonymes, voir Friebe.
Helmut Friebe (4 novembre 1894 à Droschkau — 14 janvier 1970 à Friedrichshafen) est un Generalleutnant allemand au sein de la Heer dans la Wehrmacht pendant la Seconde Guerre mondiale.
Il a été récipiendaire de la croix de chevalier de la Croix de fer. Cette décoration est attribuée en reconnaissance d'un acte d'une extrême bravoure ou d'un succès de commandement important du point de vue militaire.

## Biographie
Après sa formation de cadet, Helmut Friebe s'engage le 22 mars 1914 dans l'armée prussienne en tant qu'aspirant. Il est d'abord affecté au 38e régiment de fusiliers.
Werner Friebe est capturé par les forces américaines en mai 1945 et reste en captivité jusqu'en 1947. Helmut Friebe a un frère aîné, lui aussi Generalmajor Werner Friebe, qui a également été récipiendaire de la croix de chevalier.

## Décorations
- Croix de fer (1914)
  - 2e classe
  - 1re classe
- Insigne des blessés (1914)
  - en Noir
  - en Argent
- Croix de chevalier de l'ordre royal de Hohenzollern avec glaives (4 décembre 1917)
- Croix d'honneur en 1934
- Agrafe de la Croix de fer (1939)
  - 2e classe
  - 1re classe
- Insigne de combat d'infanterie
- Médaille du Front de l'Est
- Croix allemande en Or (16 janvier 1942)
- Croix de chevalier de la Croix de fer
  - Croix de chevalier le 13 août 1941 en tant que Oberst et commandant du 164e régiment d'infanterie[1].